# Denis Johnson
Denis Johnson (ur. 1 lipca 1949 w Monachium, zm. 24 maja 2017) – niemiecko-amerykański pisarz.

## Życiorys
Urodził się w Niemczech. Jego rodzicami byli Alfred i Vera Louise Childress Johnsonowie. Ojciec był pracownikiem United States Information Agency i był przerzucany z miejsca na miejsce po całym świecie. Dlatego mały Denis wychował się w Tokio, Manili i Waszyngtonie. Studiował na University of Iowa. W wieku 19 lat opublikował pierwszy tomik wierszy The Man Among the Seals. Wydał też Inner Weather (1976), The Incognito Lounge and Other Poems(1982) i The Throne of the Third Heaven of the Nations Millennium General Assembly: Poems Collected and New (1995), Already Dead: A California Gothic (1997, wyd. pol. Zagubione wybrzeże, przeł. Jędrzej Polak, Libros 2001).
Jego najsłynniejsze dzieło to zbiór opowiadań Jesus' Son (1992, wyd. pol. Syn Jezusa, przeł. Szymon Żuchowski, Karakter 2020) o chaotycznym życiu narkomanów w Chicago.
Wydana w 2007 roku powieść Drzewo dymu (Tree of Smoke, wyd. pol. przeł. Alina Siewior-Kuś, Sonia Draga 2009) przyniosła mu National Book Award. Był też dwukrotnym finalistą Nagrody Pulitzera (2008, 2012) i stypendystą Fundacji Guggenheima (1986). Został pośmiertnie wyróżniony nagrodą Library of Congress Prize for American Fiction (2017).
Zmarł w wieku 67 lat. Literacka agentka pisarza, Nicole Aragi, potwierdziła, że przyczyną śmierci był rak wątroby.